# Parc national de la Garden Route
Le parc national de la Garden Route est un parc national situé entre les provinces du Cap-Occidental et du Cap-Oriental en Afrique du Sud. C'est une réserve côtière bien connue pour ses forêts indigènes, son littoral spectaculaire et le Otter Trail. Il englobe les anciens parc national de Tsitsikamma, le parc national Wilderness et la réserve naturelle de Knysna.

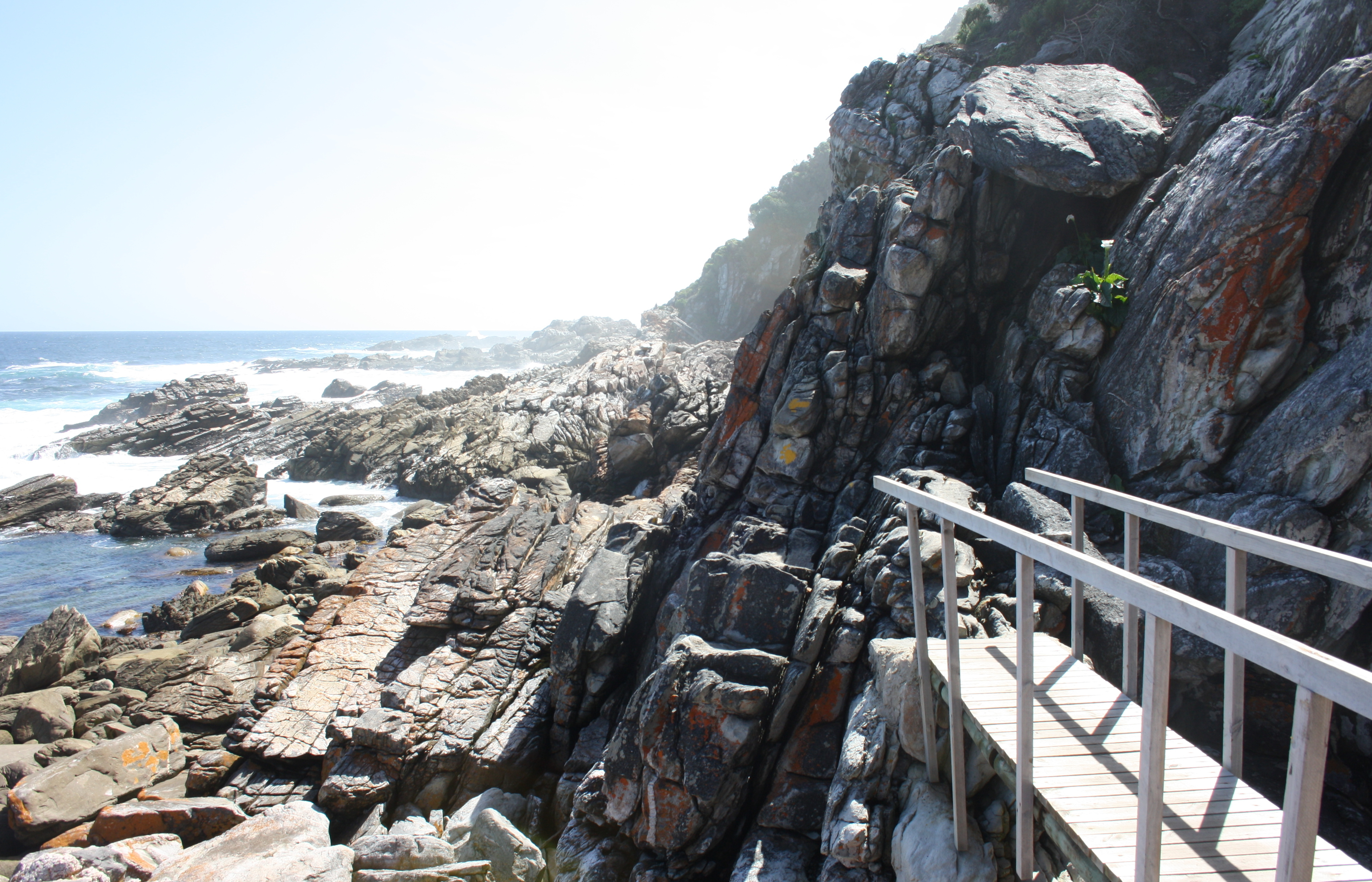
Promenade dans le parc de la Garden Route

## Liens annexes
- Garden Route National Park
  - Proposed new Garden Route National Park

## Articles annexes
- Route des Jardins
- Parc national de Tsitsikamma
- Knysna